# 樊偉軍
樊偉軍（Fan Weijun，1978年11月20日—），出生於上海，中國足球運動員，可擔任前鋒、防守中場等位置。

## 球員生涯
出身於上海浦東，曾先後過效力四川全興、北京寬利、青島海利豐、上海九城等多支國內球會。
樊偉軍於2005年到香港發展，以國援身份加盟流浪。2007年，轉投南華，至2009年夏天不獲續約，遂加盟四海流浪。
2012年夏天，樊偉軍轉投香港乙組足球聯賽球隊愉園，協助球隊於2013年重返甲組，並擔任助教兼球員，至2014年1月7日因為涉嫌打假波而被廉政公署拘捕。

## 外部連結
- 香港足球總會網站球員資料 （页面存档备份，存于）
- 愉園足球隊球員資料